# Rubén Ramírez Dos Ramos
Rubén Alejandro Ramírez dos Ramos (Caracas, 18 de octubre de 1995) es un futbolista venezolano. Juega como defensa central y su equipo actual es Club Bolívar de la Primera División de Bolivia. 

## Carrera
Ramírez pasó la mayor parte de su carrera jugando en varios equipos venezolanos, antes de unirse a Fortuna Sittard de Países Bajos en calidad de préstamo el año 2018.  Hizo su debut profesional con Fortuna Sittard en la victoria por 3-0 en la Eredivisie sobre el PEC Zwolle el 4 de noviembre de 2018 
El 28 de agosto de 2019 Ramírez fichó por Urartu de Armenia. 
A inicios del 2024 fichó por Cusco F.C, logrando tener una buena temporada en el fútbol peruano, logrando clasificar a la Copa Sudamericana 2025.

### Club Bolívar
Luego de su buen año en su club y selección, se rumoreó su llegada al Junior de Barranquilla y Huracán de Argentina.Finalmente fue oficializado como nuevo refuerzo de Club Bolívar, club con el que afrontará la Copa Libertadores 2025.

## Selección nacional
Ramírez además de la nacionalidad venezolana tiene ascendencia portuguesa.  Representó a Venezuela Sub-21 en los Juegos Centroamericanos y del Caribe 2014, y a Venezuela Sub-20 en el Campeonato Sudamericano Sub-20 de 2015 . 

## Estadísticas
Actualizado al último partido disputado el 24 de mayo de 2024
| Club                               | Div.          | Temporada     | Liga  | Liga  | Copas nacionales | Copas nacionales | Copas internacionales | Copas internacionales | Total | Total |
| Club                               | Div.          | Temporada     | Part. | Goles | Part.            | Goles            | Part.                 | Goles                 | Part. | Goles |
| ---------------------------------- | ------------- | ------------- | ----- | ----- | ---------------- | ---------------- | --------------------- | --------------------- | ----- | ----- |
| Caracas F. C. · Venezuela          | 1.ª           | 2013          | 1     | 0     | —                | —                | —                     | —                     | 1     | 0     |
| Caracas F. C. · Venezuela          | 1.ª           | 2014          | 1     | 0     | —                | —                | —                     | —                     | 1     | 0     |
| Caracas F. C. · Venezuela          | Total club    | Total club    | 2     | 0     | 0                | 0                | 0                     | 0                     | 2     | 0     |
| Carabobo F. C. · Venezuela         | 1.ª           | 2014-15       | 11    | 0     | —                | —                | —                     | —                     | 11    | 0     |
| Carabobo F. C. · Venezuela         | Total club    | Total club    | 11    | 0     | 0                | 0                | 0                     | 0                     | 11    | 0     |
| Estudiantes de Caracas · Venezuela | 1.ª           | 2015          | 5     | 0     | —                | —                | —                     | —                     | 5     | 0     |
| Estudiantes de Caracas · Venezuela | Total club    | Total club    | 5     | 0     | 0                | 0                | 0                     | 0                     | 5     | 0     |
| Deportivo La Guaira · Venezuela    | 1.ª           | 2016          | 0     | 0     | —                | —                | —                     | —                     | 0     | 0     |
| Deportivo La Guaira · Venezuela    | Total club    | Total club    | 0     | 0     | 0                | 0                | 0                     | 0                     | 0     | 0     |
| Deportivo Anzoátegui · Venezuela   | 1.ª           | 2017          | 34    | 0     | —                | —                | 2                     | 0                     | 36    | 0     |
| Deportivo Anzoátegui · Venezuela   | Total club    | Total club    | 34    | 0     | 0                | 0                | 2                     | 0                     | 36    | 0     |
| Atlético Venezuela · Venezuela     | 1.ª           | 2018          | 14    | 0     | —                | —                | —                     | —                     | 14    | 0     |
| Atlético Venezuela · Venezuela     | Total club    | Total club    | 14    | 0     | 0                | 0                | 0                     | 0                     | 14    | 0     |
| Fortuna Sittard · Países Bajos     | 1.ª           | 2018-19       | 7     | 0     | —                | —                | —                     | —                     | 7     | 0     |
| Fortuna Sittard · Países Bajos     | Total club    | Total club    | 7     | 0     | 0                | 0                | 0                     | 0                     | 7     | 0     |
| Urartu Armenia                     | 1.ª           | 2019-20       | 13    | 0     | 3                | 0                | —                     | —                     | 16    | 0     |
| Urartu Armenia                     | Total club    | Total club    | 13    | 0     | 3                | 0                | 0                     | 0                     | 16    | 0     |
| Monagas S. C. · Venezuela          | 1.ª           | 2021          | 18    | 1     | —                | —                | —                     | —                     | 18    | 1     |
| Monagas S. C. · Venezuela          | 1.ª           | 2022          | 13    | 0     | —                | —                | —                     | —                     | 13    | 0     |
| Monagas S. C. · Venezuela          | 1.ª           | 2023          | 24    | 1     | —                | —                | 6                     | 1                     | 30    | 2     |
| Monagas S. C. · Venezuela          | Total club    | Total club    | 55    | 2     | 0                | 0                | 6                     | 1                     | 61    | 3     |
| Cusco F. C. · Perú                 | 1.ª           | 2024          | 16    | 0     | —                | —                | —                     | —                     | 16    | 0     |
| Cusco F. C. · Perú                 | Total club    | Total club    | 16    | 0     | 0                | 0                | 0                     | 0                     | 16    | 0     |
| Total carrera                      | Total carrera | Total carrera | 157   | 2     | 3                | 0                | 8                     | 1                     | 168   | 3     |

## Palmarés

### Campeonatos nacionales
| Título         | Club          | País      | Año  |
| -------------- | ------------- | --------- | ---- |
| Copa Venezuela | Caracas F. C. | Venezuela | 2013 |